# United States Marine Corps Aviation
L'Aviazione del Corpo dei Marine degli Stati Uniti d'America (in inglese United States Marine Corps Aviation), è la componente aerea del Corpo dei Marine degli Stati Uniti d'America. L'aviazione ha una missione e un'organizzazione molto diverse rispetto alla componente terrestre del Corpo e quindi ha storia, tradizioni, termini e procedure sue proprie.
Tutto quello che concerne l'aviazione dei Marine ricade sotto il comando del vicecomandante per l'aviazione, il cui compito è di informare e di consigliare il comandante del Corpo dei Marine in tutte le questioni relative all'aviazione, in particolare l'acquisizione di nuovi beni, le conversioni di aeromobili, la manutenzione e funzionamento dei mezzi, e il comando. Il Corpo opera sia con mezzi ad ala rotante che velivoli ad ala fissa, principalmente per fornire il trasporto e il supporto aereo ravvicinato alle sue forze di terra; tuttavia, altri tipi di aeromobili sono utilizzati anche in una varietà di ruoli speciali e di supporto.
Oggi, l'aviazione dei Marine è organizzata in modo da sostenere la componente terrestre del Corpo fornendo sei funzioni: supporto alle operazioni a terra, guerra antiaerea, supporto all'offensiva aerea, guerra elettronica, controllo di aerei e missili e ricognizione aerea.

## Storia

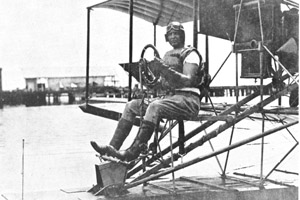
Il Tenente Alfred A. Cunningham, primo pilota del Marine Corps.

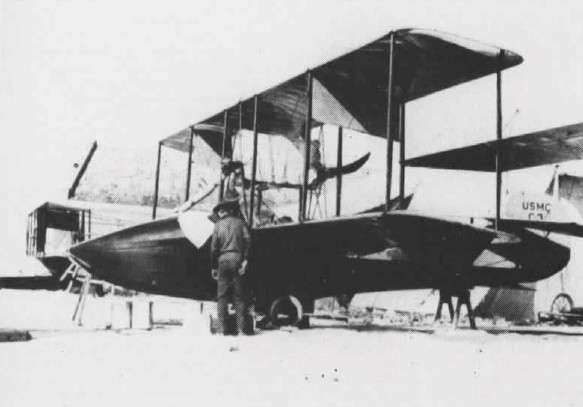
Il primo aereo del Corpo dei Marine: un Curtiss C-3.

L'Aviazione dei Marines fu ufficialmente fondata il 22 maggio 1912, quando il primo tenente Alfred A. Cunningham fu assegnato al Naval Aviation Camp di Annapolis, Maryland, "per incarichi connessi con l'aviazione". Il 20 agosto dello stesso anno, Cunningham divenne il primo aviatore dei Marines quando decollò ai comandi di un Burgess Model H fornitogli dalla Burgess Company con sede a Marblehead Harbor, nel Massachusetts.
Con l'aumento del numero di aviatori dei Marines, crebbe anche il desiderio dell'Aviazione del Corpo di separarsi dalla Naval Aviation, un disegno realizzato il 6 gennaio 1914 quando il tenente Bernard L. Smith fu inviato a Culebra, Portorico, per stabilirvi la sezione dei Marines nella scuola di volo della Marina. Nel 1915 il comandante del Corpo dei Marine autorizzò la creazione di una compagnia dell'aviazione del Corpo composta da 10 ufficiali e 40 soldati semplici. Il primo ufficiale di unità di volo Marine fu nominato il 17 febbraio 1917, per prestare servizio nella Advanced Base Force del Philadelphia Navy Yard.

### Prima guerra mondiale

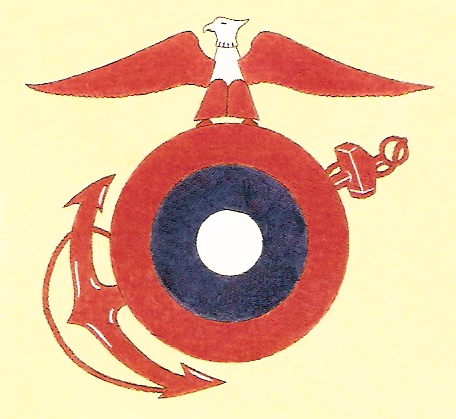
Coccarda utilizzata durante la prima guerra mondiale.

La prima grande espansione della componente aerea del Corpo dei Marine si ebbe con l'ingresso degli Stati Uniti d'America nella prima guerra mondiale, nel 1917. L'espansione durante la guerra vide la Compagnia Aerea dividersi nella Prima Compagnia Aeronautica che fu schierata nelle Azzorre per la caccia ai sommergibili nel gennaio 1918, e il "First Marine Air Squadron" che, dislocato in Francia ed appena rinominato "1st Marine Aviation Force" nel luglio 1918, fornì bombardieri e caccia di appoggio al Northern Bombing Group del Navy's Day Wing. Alla fine della guerra, numerosi piloti dei Marine avevano registrato vittorie in combattimenti aerei, e sganciato oltre quattordici tonnellate di bombe; il loro numero totale era salito a 282 ufficiali e 2 180 soldati suddivisi in 8 Squadron (cioè squadriglie).
Nel 1919 da queste unità venne formato il "1st Division / Squadron 1", che esiste ancora oggi come VMA-231.

### Periodo tra le due guerre

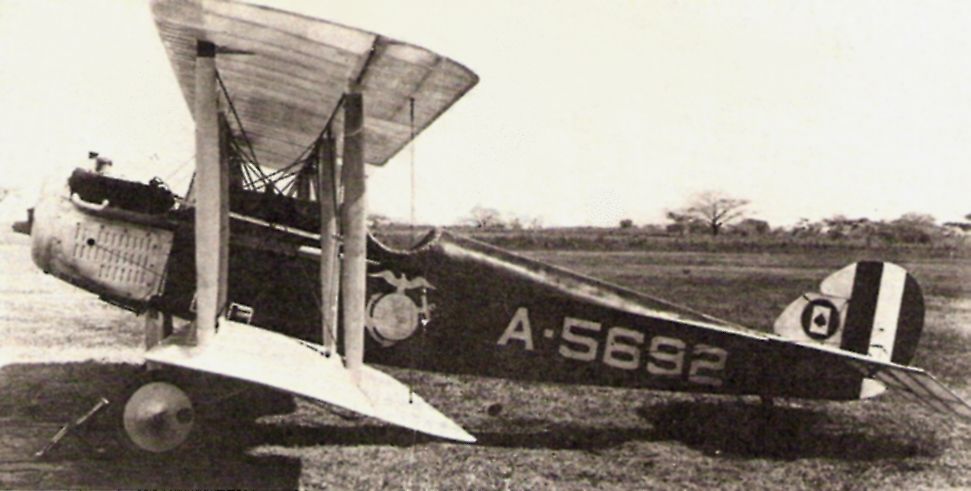
A Vought VE-7F del VO-1M a Santo Domingo, Repubblica Dominicana nel 1922.

La fine della prima guerra mondiale vide il Congresso autorizzare l'assegnazione 1.020 uomini per l'aviazione dei Marine e la creazione di basi aeree permanenti a Quantico, Parris Island e San Diego. Gli Stati Uniti abbracciarono il loro ruolo di potenza mondiale e il Corpo dei Marine divenne la forza principale per un intervento militare; dove andavano i Marine, lì andava il Marine Air Corp. Durante le guerre della banana, mentre combattevano banditi e ribelli in luoghi come Haiti, la Repubblica Dominicana e il Nicaragua, gli aviatori dei Marines iniziarono a sperimentare tattiche aria-terra facendo del sostegno ai loro compagni sul terreno la loro missione primaria. Fu ad Haiti che gli aviatori dei Marine iniziarono a sviluppare la tattica del bombardamento in picchiata, e in Nicaragua dove iniziarono a perfezionarla. Mentre le altre nazioni e forze aeree avevano provato varianti di questa tecnica, gli aviatori dei Marine furono i primi ad adottarla e renderla parte della loro dottrina tattica. Inoltre, dopo le tecniche di bombardamento, gli aviatori dei Marine in Nicaragua svilupparono la capacità di rifornimento aereo degli avamposti lanciando pacchi dai trimotori Fokker F.VII. Anche prima degli eventi nei Caraibi, gli aviatori dei Marine più audaci come Alfred Cunningham avevano notato già nel 1920: ... l'unico motivo che ha l'aviazione di esistere è la sua utilità nell'assistere le truppe sul terreno per fargli svolgere con successo le proprie missioni.

### Seconda guerra mondiale

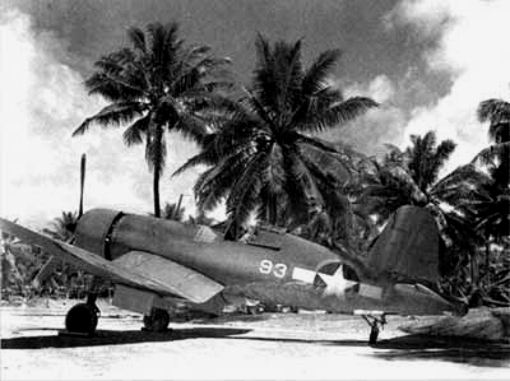
F4U Corsair nella Seconda guerra mondiale

La seconda guerra mondiale avrebbe visto l'Aviazione del Corpo dei Marine espandersi rapidamente e ampiamente, fino a raggiungere il suo massimo di unità con 5 air wings (stormi aerei), 31 aircraft group (gruppi aerei) e 145 flying squadrons (squadriglie).
Durante la guerra, e per i successivi cinquant'anni, la campagna di Guadalcanal sarebbe diventata un punto di riferimento per l'Aviazione dei Marines: le grandi distanze misero in luce gli effetti debilitanti del non avere superiorità aerea, e la vulnerabilità dei rifornimenti trasportati sul mare faceva sì che fosse di importanza vitale conquistare rapidamente aeroporti durante le operazioni anfibie. A causa della piega che la guerra del Pacifico stava prendendo, l'Aviazione dei Marine non fu in grado di sostenere la flotta della Marina: per i primi due anni di guerra, essa trascorse la maggior parte del suo tempo a proteggere la flotta e le installazioni a terra dagli attacchi di navi e aerei nemici; questo stato di cose iniziò a cambiare dopo la battaglia di Tarawa: siccome il supporto aereo alle truppe di terra assicurato dai piloti della US Navy lasciava molto a desiderare, dopo la battaglia il generale Holland Smith commentò: "i piloti dei Marine, accuratamente addestrati nei principi del supporto aereo diretto", potrebbero svolgere questo compito. La campagna della Nuova Georgia vide il primo vero supporto aereo fornito alle forze di terra dall'Aviazione dei Marine, la campagna di Bougainville e la campagna delle Filippine (1944-1945) videro la creazione di un posto di controllo aereo tattico per coordinare il supporto aereo con i Marine che combattevano a terra, e la battaglia di Okinawa portò all'istituzione di un comando di aviazione e controllo sotto forma di Centro di supporto aereo diretto. Durante il corso della guerra, i piloti dei Marines furono accreditati di 2355 abbattimenti di aerei giapponesi pur perdendo 573 dei loro aerei in combattimento; i Marine annoverarono 120 assi e guadagnarono 11 medaglie d'onore.
Subito dopo la guerra, la Forza Aerea del Corpo dei Marine fu drasticamente tagliata: la forza attiva diminuì dai 116.628 uomini e 103 squadrons del 31 agosto 1945 ai 14.163 uomini e 21 squadrons del 30 giugno 1948, con altri 30 squadrons nella riserva aerea della Marina. Durante questo periodo, il Segretario alla Difesa del presidente Harry Truman, Louis A. Johnson, tentò di eliminare l'aviazione del Corpo dei Marine mediante il trasferimento dei mezzi aerei ad altri corpi, e propose persino di eliminare progressivamente del tutto il Corpo dei Marine con una serie di tagli al bilancio e lo smantellamento delle forze.

### Dopoguerra: aviogetti ed elicotteri

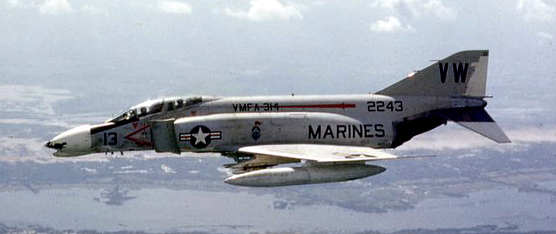
McDonnell Douglas F-4 Phantom II del VMFA-31 di ritorno da Chu Lai durante la Guerra del Vietnam

Dopo la seconda guerra mondiale, gli aeromobili ad ala fissa ed elica furono gradualmente ritirati e sostituiti con aviogetti ed elicotteri sviluppati appositamente per il supporto alle operazioni anfibie. Il primo jet squadron dei Marine fu attivato nel novembre del 1947, quando il VMFA-122 venne equipaggiato con i McDonnell FH Phantom, e quattro anni dopo, nel dicembre 1950, il VMF-31 sarebbe stato il primo jet squadron dei Marines utilizzato in combattimento fornendo il supporto aereo ravvicinato (CAS) per i Marines e i soldati a terra volando sui Grumman F9F Panther.

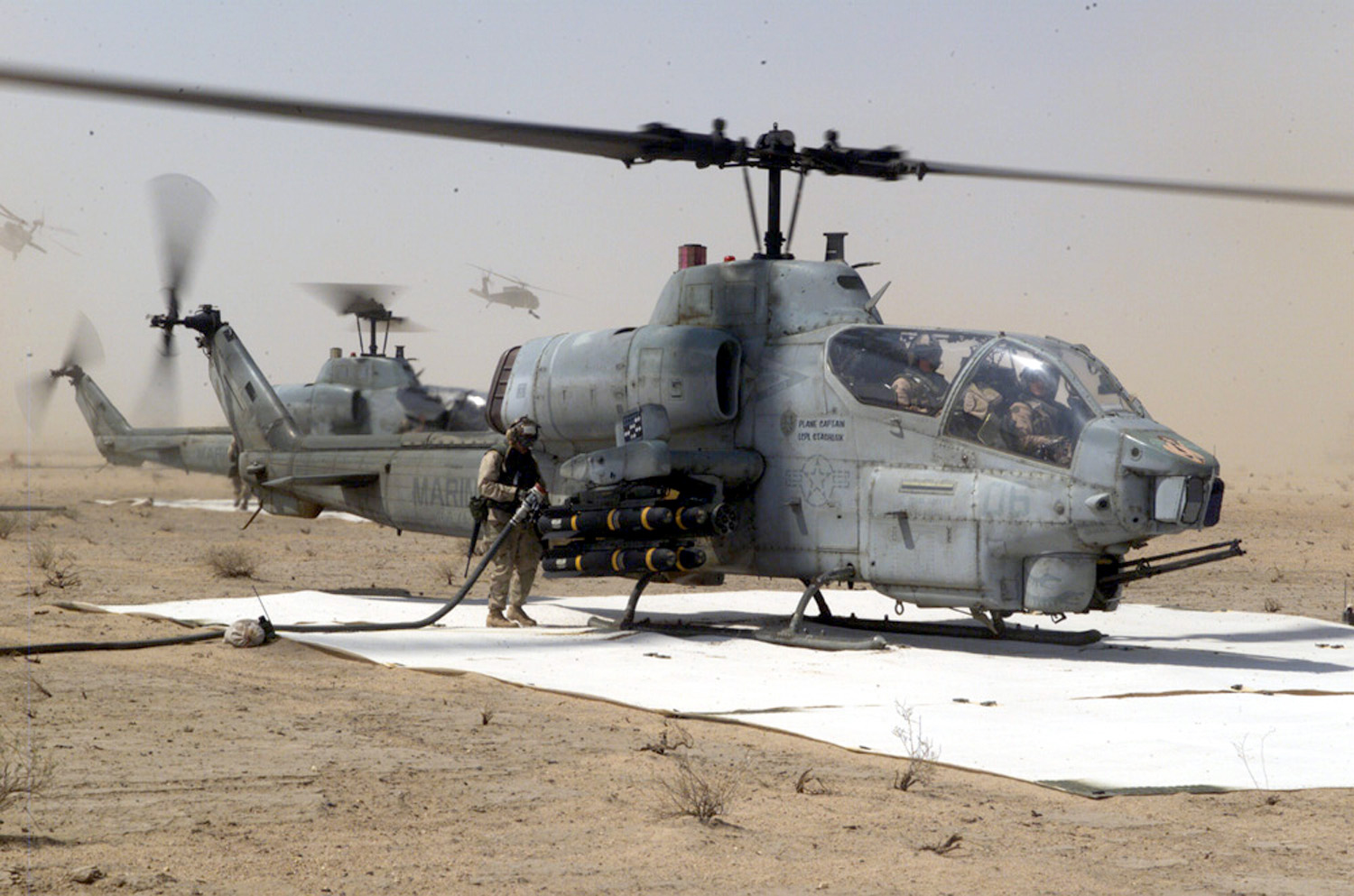
Un elicottero d'attacco Bell AH-1W Super Cobra in fase di rifornimento al MWSS-373 FARP durante l'Operazione Iraqi Freedom.

La squadriglia XMX-1, la prima ad essere equipaggiata con mezzi aerei ad ala rotante, fu attivata nel novembre del 1947. La squadriglia VMO-6, volando su elicotteri Sikorsky H-5, fece il suo debutto di combattimento nel mese di agosto del 1950 durante la battaglia di Pusan. Il gennaio del 1951 vide l'attivazione del HMR-161, prima squadriglia di elicotteri da trasporto al mondo. Nel mese di febbraio 1957 il VMA-214 divenne la prima squadriglia dei Marine ad essere abilitato per il "lancio di armi speciali", ovvero per lo sgancio di bombe atomiche; molti altri avrebbero poi ricevuto la medesima abilitazione, anche se alla fine tutte le armi nucleari furono consegnate e furono messe sotto la responsabilità solo della United States Navy (marina militare) e dell'United States Air Force (aeronautica militare).
Le guerre in Corea e Vietnam videro il ripercuotersi della scelta, fatta nel secondo dopoguerra, di ridimensionare al minimo la componente aerea dello USMC, facendo emergere come le forze di quel periodo consistevano solo in 4 stormi, 20 gruppi e 78 squadriglie. Con la fine del guerra in Vietnam, il Marine Air-Ground Task Force aumentò nella sua dotazione multiruolo di velivoli ad ala fissa e ala rotante che, per sostenere i Marine sul campo, erano in grado di operare sia da basi terrestri che da portaeromobili.
I piloti dei Marine furono schierati in Medio Oriente per le operazioni Desert Shield e Desert Storm, per l'operazione Enduring Freedom in Afghanistan ed Iraqi Freedom in Iraq. Il 2006 vide l'Aviazione dei Marine raggiungere il massimo livello operativo dalla guerra del Vietnam, volando per più di 120.000 ore di volo in combattimento per le operazioni di sostegno all'interno dell'Afghanistan e dell'Iraq. Nonostante i loro non più giovani aerei e il ritmo di utilizzo, l'Aviazione dei Marine ha mantenuto un più alto tasso alto missioni pari al 74,5%, rispetto al 62% dell'USAF che disponeva di aerei più moderni quali il Lockheed F-22 Raptor.

## Organizzazione
- 1st Marine Aircraft Wing
- 2nd Marine Aircraft Wing
- 3rd Marine Aircraft Wing
- 4th Marine Aircraft Wing

## Aeromobili in uso
Sezione aggiornata annualmente in base al World Air Force di Flightglobal del corrente anno. Tale dossier non contempla UAV, aerei da trasporto VIP ed eventuali incidenti accorsi durante l'anno della sua pubblicazione. Modifiche giornaliere o mensili che potrebbero portare a discordanze nel tipo di modelli in servizio e nel loro numero rispetto a WAF, vengono apportate in base a siti specializzati, periodici mensili e bimestrali. Tali modifiche vengono apportate onde rendere quanto più aggiornata la tabella.
| Aeromobile                                | Origine     | Tipo | Versione (denominazione locale) | In servizio (2024) | Note | Immagine |
| Aerei da combattimento                    |             | |                                 |                    | |          |
| Lockheed Martin F-35 Lightning II         | Stati Uniti | cacciabombardiere a decollo verticalecacciabombardiere                                                                  | F-35BF-35C                      | 160                | 420 esemplari ordinati, 353 della versione B e 67 della versione C. |          |
| McDonnell Douglas-BAe AV-8B+ Harrier II   | Stati Uniti | caccia multiruolo ognitempo a decollo verticalecacciabombaridiere night attack a decollo verticaleconversione operativa | AV-8B+ AV-8BTAV-8B              | 8412               | Tutte le versioni degli Harrier II ancora in servizio al dicembre 2023, saranno ritirate nel 2029. |          |
| McDonnell Douglas F/A-18 Hornet           | Stati Uniti | caccia multiruoloconversione operativa                                                                                  | F/A-18CF/A-18C+F/A-18D          | 182                | Nel 2016, vista la bassa disponibilità di aerei operativi (84 su 276 effettivamente in organico), fu deciso di riportare in servizio 30 esemplari di quelli stoccati presso il 309th Aerospace Maintenance and Regeneration Group (AMARG), da aggiungere agli 84 operativi. Ridesignati F/A-18C+, saranno aggiornati nell'avionica e nella propulsione. Il 9 novembre 2016 due F/A-18C sono andati distrutti per una collisione in volo. Uno dei 185 esemplari in servizio a tutto il dicembre 2021, un F/A-18D, è stato perso in un incidente il 3 marzo 2022. Sessanta dei circa 180 esemplari in organico al giugno 2024 riceveranno un aggiornamento che li porterà ad uno standard simile agli F/A-18E/F, che gli consentira di rimanere in servizio fino ad almeno il 2030. |          |
| Aeromobili a pilotaggio remoto - UAV      |             | |                                 |                    | |          |
| General Atomics MQ-9 Reaper               | Stati Uniti | UAV | MQ-9AMQ-9A ER                   | 17                 | 2 MQ-9A consegnati. Ulteriori 2 MQ-9A ER ordinati ad aprile 2021 e consegnati a maggio 2023. A tutto aprile 2025 risultavano consegnati 17 MQ-9A, con altri tre velivoli in consegna entro la fine dello stesso anno. |          |
| Kaman CQ-24A K-MAX                        | Stati Uniti | elicottero OPH | CQ-24A                          | 2                  | I primi 2 OPH (Optionally Piloted Helicopter) consegnati a maggio 2016 sulla Marine Corps Air Station Yuma. |          |
| AAI RQ-7 Shadow                           | Stati Uniti | UAV | RQ-7B                           | 52                 | 52 consegnati. |          |
| Aerei da trasporto e rifornimento in volo |             | |                                 |                    | |          |
| Lockheed KC-130J Hercules II              | Stati Uniti | Rifornimento in voloaereo da trasporto                                                                                  | KC-130JC-130J                   | 741                | 66 ordinati, il 18 agosto 2016 è stato consegnato il 50º esemplare. Un esemplare è stato perso il 5 dicembre 2018. Un C-130J ex RAF ordinato il 13 giugno 2019, consegnato il 4 agosto 2020 e sarà utilizzato come Fat Albert dalla pattuglia acrobatica Blue Angels. |          |
| Gulfstream C-20                           | Stati Uniti | aereo da trasporto | C-20G                           | 1                  | 2 C-40A ordinati a marzo 2019. |          |
| Beechcraft C-12 Huron                     | Stati Uniti | aereo da trasporto | UC-12F                          | 15                 | |          |
| Cessna UC-35 Citation                     | Stati Uniti | aereo da trasporto | UC-35D                          | 10                 | |          |
| Boeing C-40 Clipper                       | Stati Uniti | aereo da trasporto | C-40A                           | 2                  | 2 C-40A ordinati a marzo 2019. Il primo esemplare è stato consegnato a fine maggio 2023. |          |
| McDonnell Douglas C-9B Skytrain II        | Stati Uniti | aereo da trasporto | C-9B                            | 2                  | Saranno sostituiti dai C-40A. |          |
| Aerei da addestramento                    |             | |                                 |                    | |          |
| Northrop F-5 Tiger II                     | Stati Uniti | caccia | F-5N                            | 12                 | Si tratta di 12 F-5E ex Schweizer Luftwaffe con poche ore di volo, che vengono utilizzati nel ruolo di aggressors per l'addestramento al DACT dal Marine Fighter Training Squadron 401. Ulteriori 18 F-5E e 4 F-5F ex svizzeri acquistati, consegnati a partire dal 16 marzo 2024 e che saranno aggiornati e ridesignati F-5E+ ed F-5F+. |          |
| Beechcraft T-34 Mentor                    | Stati Uniti | aereo da addestramento                                                                                                  | T-34                            | 2                  | |          |
| Elicotteri                                |             | |                                 |                    | |          |
| Bell AH-1Z Viper                          | Stati Uniti | elicottero d'attacco | AH-1Z                           | 92                 | 189 ordinati, di cui 152 di nuova produzione e 37 AH-1W portati al nuovo standard. Uno degli 84 AH-1Z in servizio al dicembre 2018, è andato perso a marzo 2019. Nonostante un ultimo lotto di elicotteri dovrebbe essere consegnato entro il 2022, da maggio 2021 è stato deciso di immagazzinarne 27 esemplari provenienti da teatri operativi presso l'AMARG, in Arizona. Un ulteriore esemplare è stato perso il 6 gennaio 2022. L'ultimo dei 189 esemplari ordinati è stato consegnato a novembre 2022. |          |
| Bell UH-1Y Venom                          | Stati Uniti | elicottero d'assalto | UH-1Y                           | 127                | 160 UH-1Y ordinati, consegnati tra il gennaio 2007 e l'aprile 2018. Inizialmente il progetto era quello di ammodernare gli UH-1N già in uso, ma nel 2005 è stato approvato il progetto per la costruzione di nuove macchine. Da maggio 2021 è stato deciso di immagazzinarne 26 esemplari provenienti da teatri operativi presso l'AMARG, in Arizona. |          |
| Sikorsky CH-53E Super Stallion            | Stati Uniti | elicottero da trasporto pesante                                                                                         | CH-53E                          | 130                | 180 CH-53E ricevuti a partire dal 1981. Un esemplare è stato perso in un incidente il 6 febbraio 2024. Un altro CH-53E, il 162518, è stato perso in un incidente il 20 dicembre 2024. |          |
| Sikorsky CH-53K King Stallion             | Stati Uniti | elicottero da trasporto pesante imbarcato                                                                               | CH-53K                          | 18                 | Entrato nella fase di collaudi finali, dovrebbero esserne ordinati 200 esemplari. Il primo esemplare è stato consegnato a maggio 2018. Ad ottobre 2020 sono 24 gli esemplari ordinati, con un fabbisogno di 200 esemplari. Ulteriori 9 esemplari ordinati a giugno 2021, che portano a 33 il numero degli esemplari ordinati. |          |
| Bell Boeing V-22 Osprey                   | Stati Uniti | convertiplano multiruolo                                                                                                | MV-22B                          | 310                | 360 ordinati. 12 MV-22B sono in carico all'HMX-1 Marine Helicopter Squadron "Nighthawks" che si occupa del trasporto a corto raggio del Presidente degli Stati Uniti d'America. Due dei 287 esemplari in servizio a tutto il dicembre 2021, sono stati persi in incidenti il 18 marzo e l'8 giugno 2022. |          |
| Sikorsky VH-92                            | Stati Uniti | elicottero da trasporto VIP                                                                                             | VH-92A                          | 23                 | 6 VH-92A per il programma "Marine One" ordinati a giugno 2019, con consegne che a avranno inizio nel 2021 e fabbisogno complessivo quantificato in 23 esemplari. Ulteriori sei esemplari ordinati a febbraio 2020. Ulteriori 5 esemplari ordinati a febbraio 2021, che portano a 17 gli elicotteri ordinati. 23 VH-92A consegnati, con l'ultimo esemplare consegnato il 19 agosto 2024. Di questi, 21 vengono utilizzati per il trasporto VIP, mentre 2 per addestramento. |          |
| Sikorsky VH-60 Presidential Hawk          | Stati Uniti | elicottero da trasporto VIPelicottero da trasporto                                                                      | VH-60NUH-60N                    | 81                 | 8 VH-60N da trasporto VIP ed 1 UH-60N da trasporto, sono in carico all'HMX-1 Marine Helicopter Squadron "Nighthawks" che si occupa del trasporto a corto raggio del Presidente degli Stati Uniti d'America. |          |
| Sikorsky VH-3 Sea Dragon                  | Stati Uniti | elicottero da trasporto VIPelicottero da trasporto                                                                      | VH-3AUH-3D                      | 111                | 11 VH-3A da trasporto VIP ed un singolo UH-3D da trasporto (da radiare entro il 2022), sono in carico all'HMX-1 Marine Helicopter Squadron "Nighthawks" che si occupa del trasporto a corto raggio del Presidente degli Stati Uniti d'America. |          |

## Aeromobili ritirati
- Lockheed KC-130T Hercules - 24 esemplari (1983-2021)[54][98]
- Lockheed KC-130T-30 Hercules - 2 esemplari (1983-2010)[54][98]
- Bell AH-1W SuperCobra - 179 esemplari (1986-2020)[99]
- Grumman EA-6B Advanced ICAP III - L'8 marzo 2019, dopo 40 anni di servizio, l'USMC ha ritirato gli ultimi aerei che erano in carico al Marine Tactical Electronic Warfare Squadron (VMAQ) 2 ‘Death Jesters’ squadron, situato sulla Marine Corps Air Station (MCAS) Cherry Point in Carolina del Nord, reparto che conclude un servizio record che ebbe inizio nel 1977.[100][101][102]
- Bell UH-1N Twin Huey
- Bell UH-1H Huey
- Bell UH-1D Huey
- Bell AH-1T Improved Sea Cobra
- Bell AH-1J Sea Cobra
- Bell AH-1G Sea Cobra
- CH-53D Sea Stallion
- Boeing CH-46 Sea Knight
- Lockheed KC-130F Hercules
- Lockheed KC-130R Hercules
- Grumman A-6 Intruder
- Grumman EA-6 Electric Intruder
- Douglas A-4 Skyhawk
- McDonnell Douglas-BAe AV-8B Harrier II
- Hawker Siddeley AV-8A Harrier
- IAI F-21A Lion - 13 esemplari (1987-1989)[103]
- North American Rockwell OV-10A Bronco
- McDonnell Douglas F-4B Phantom II
- McDonnell Douglas RF-4B Phantom II
- McDonnell Douglas F-4J Phantom II
- Vought F-8E Crusader
- Vought RF-8A Crusader
- Sikorsky H-34 Choctaw
- Douglas A-1 Skyraider
- Douglas A/D-5Q Skyraider EW
- Douglas F-10 Skyknight
- Fairchild R4Q Flying Boxcar
- Douglas EF-10 Skyknight
- Douglas R4D Skytrain
- Douglas R5D Skymaster
- Curtiss R5C Commando
- Douglas F-6A Skyray
- North American FJ Fury
- Grumman F9F Cougar
- Grumman F9F Panther
- McDonnell F2H Banshee
- McDonnell FH-1 Phantom
- Sikorsky CH-3 Sea King
- Sikorsky CH-43 Choctaw
- Sikorsky HRS-1 Chickasaw
- Sikorsky H-5
- Grumman F8F Bearcat
- Grumman F6F Hellcat
- Grumman F4F Wildcat
- JM-1 Marauder
- North American PBJ-1 Mitchell
- Lockheed PV-1 Ventura
- Consolidated PB4Y-2 Privateer
- Consolidate PB4Y-1 Liberator
- Grumman TBF Avenger
- Douglas SBD Dauntless
- Curtiss SB2C Helldiver
- Chance Vought F4U Corsair
- Curtiss SOC Seagull
- Brewster F2A Buffalo
- Grumman F3F
- Grumman F2F
- Grumman FF-1
- Vought VE-7 Bluebird